# Brasão de armas do Equador

O Brasão de armas do Equador (em espanhol: Escudo de armas del Equador), na sua forma actual, foi criado em 1900 com base numa versão mais antiga de 1845.

## Descrição
Ao fundo do escudo oval está representado o Vulcão Chimborazo, enquanto o rio, proveniente da sua base, representa o Rio Guayas. Ambos simbolizam a beleza e a riqueza das respectivas regiões (Serra e Costa). O barco ao centro também recebe o nome de Guayas e foi construído em 1841, na cidade de Guayaquil. Este consiste na primeira embarcação a vapor navegável construída sobre a costa oeste da América do Sul. Em vez de um mastro, o barco detém um caduceu, que representa o comércio e a economia. No topo, um sol dourado é cercado pelos símbolos astrológicos de Áries, Touro, Gêmeos e Câncer, designando os meses de março até julho, período que durou a Revolução de Março de 1845.
O Condor, em cima do escudo, estende as suas asas para simbolizar o poder, a grandeza e a força do Equador, sendo ainda ladeado por quatro bandeiras da nação. À esquerda, o louro representa a glória da república, enquanto a folha de palma, no lado direito, simboliza os mártires da luta pela independência e liberdade. O fasces abaixo do escudo remete à dignidade republicana.

## História
O escudo foi introduzido após a revolução liberal de 1845, mas, em seguida, foi ladeado por bandeiras branco-azul-branco que fez substituir a tricolor, depois reintroduzida. O brasão de armas na sua forma atual foi aprovado pelo Congresso em 31 de Outubro de 1900.

## Utilização
O brasão de armas é utilizado pelo Presidente da República, parlamento, ministérios e inúmeras outras entidades e instituições públicas, integrando também a Bandeira do Equador. Ademais, seu emprego destina-se às moedas e cédulas da antiga moeda Sucre, bem como às moedas usadas atualmente, como os centavos de dólar de cunhagem equatorial.